# Král rybář
Král rybář (v anglickém originále The Fisher King) je americký dramatický film z roku 1991 volně podle epizody z rytířského románu Perceval Chrétiena de Troyes.[zdroj?] Režisérem filmu je Terry Gilliam. Hlavní role ve filmu ztvárnili Jeff Bridges, Robin Williams, Mercedes Ruehl, Amanda Plummer a Michael Jeter.

## Ocenění
Mercedes Ruehl získala za roli v tomto filmu Oscar a byla nominována na Zlatý glóbus. Robin Williams za svou roli ve filmu získal Zlatý glóbus a byl nominován na Oscara. Jeff Bridges byl za svou roli ve filmu nominován na Zlatý glóbus. Amanda Plummer byla za svou roli ve filmu nominována na cenu BAFTA. Film byl dále nominován na tři Oscary (kategorie nejlepší výprava, scénář a hudba), dva Zlaté glóby (nejlepší komedie a muzikál a nejlepší režie) a jednu cenu BAFTA (nejlepší scénář)

## Obsazení
| Jeff Bridges      | Jack Lucas |
| Robin Williams    | Parry      |
| Mercedes Ruehl    | Anne       |
| Amanda Plummer    | Lydia      |
| Michael Jeter     | zpěvák     |
| David Hyde Pierce | Lou Rosen  |
| Lara Harris       | Sondra     |
| Harry Shearer     | Ben Starr  |
| Kathy Najimy      | zákaznice  |